# Waco (Nebraska)
Waco es una villa ubicada en el condado de York en el estado estadounidense de Nebraska. En el Censo de 2010 tenía una población de 236 habitantes y una densidad poblacional de 397,9 personas por km².

## Geografía
Waco se encuentra ubicada en las coordenadas 40°53′49″N 97°27′41″O / 40.89694, -97.46139. Según la Oficina del Censo de los Estados Unidos, Waco tiene una superficie total de 0.59 km², de la cual 0.59 km² corresponden a tierra firme y (0%) 0 km² es agua.

## Demografía
Según el censo de 2010, había 236 personas residiendo en Waco. La densidad de población era de 397,9 hab./km². De los 236 habitantes, Waco estaba compuesto por el 97.03% blancos, el 0.42% eran afroamericanos, el 0% eran amerindios, el 0% eran asiáticos, el 0% eran isleños del Pacífico, el 1.27% eran de otras razas y el 1.27% pertenecían a dos o más razas. Del total de la población el 2.54% eran hispanos o latinos de cualquier raza.